# Liam O’Brien (Drehbuchautor)
Liam O’Brien (* 7. März 1913 in New York City; † 24. März 1996 in Los Angeles, Kalifornien) war ein US-amerikanischer Drehbuchautor und Fernsehproduzent.

## Leben
O’Brien  begann seine Tätigkeit als Drehbuchautor zu Anfang der 1950er Jahre. Seine akademische Ausbildung absolvierte er zuvor an der Fordham University sowie dem Manhattan College. Während des Zweiten Weltkriegs diente er im United States Army Signal Corps. Er verfasste mehrere Theaterstücke, darunter die Vorlage für den Film Der ehrbare Bigamist, mit der er am Broadway Erfolge verbuchen konnte. In den 1970er Jahren wandte sich O’Brien dem Fernsehen zu und war an Serien wie Hawaii Fünf-Null und später Miami Vice als Drehbuchautor und Produzent beteiligt. 
Er war zusammen mit Robert Riskin für das Drehbuch zu Hochzeitsparade  bei der Oscarverleihung 1952 für einen Preis in der Kategorie Beste Originalgeschichte nominiert. 
Für seine Beteiligung an der Fernsehserie Police Story – Immer im Einsatz wurde O’Brien 1976 zusammen mit dem übrigen Produzententeam mit einem Emmy ausgezeichnet. 1985 folgte eine Emmy-Nominierung für die Serie Miami Vice
O’Brien starb in Folge eines Herzanfalls. Er wurde von seiner Ehefrau und einem gemeinsamen Kind überlebt. Ein gemeinsamer Sohn starb 1981. Sein Bruder Edmond O’Brien, ein oscarprämierter Schauspieler, starb 1985.

## Filmografie (Auswahl)
als Drehbuchautor
- 1950: Des Teufels Pilot (Chain Lightning)
- 1951: Der Revolvermann (The Redhead and the Cowboy)
- 1951: Hochzeitsparade (Here Comes the Groom)
- 1952: Kurier nach Triest (Diplomatic Courier)
- 1953: Ein Lied, ein Kuß, ein Mädel (The Stars Are Singing)
- 1954: Man soll nicht mit der Liebe spielen (Young at Heart)
- 1956: Trapez (Trapeze)
- 1958: Der ehrbare Bigamist (The Remarkable Mr. Pennypacker)
- 1961: Ein charmanter Hochstapler (The Great Impostor)
- 1961: Der Teufel kommt um vier (The Devil at 4 O’Clock)

als Produzent
- 1975–1977: Police Story – Immer im Einsatz (Police Story, Fernsehserie)